# Sennik (album)
Sennik – drugi album studyjny polskiej grupy muzycznej Mikromusic. Wydawnictwo ukazało się 5 grudnia 2008 roku. Teksty wszystkich piosenek napisała Natalia Grosiak.

## Lista utworów
1. „Słonecznik” (muz. Natalia Grosiak, Dawid Korbaczyński)
2. „Sennik” (muz. N. Grosiak, D. Korbaczyński, Robert Jarmużek)
3. „Zasypiam” (muz. N. Grosiak, D. Korbaczyński)
4. „Bo mi” (muz. N. Grosiak)
5. „W źrenicach” (muz. N. Grosiak, D. Korbaczyński)
6. „Burzowa” (muz. N. Grosiak, D. Korbaczyński)
7. „Pociąg do domu” (muz. D. Korbaczyński)
8. „Nie będę” (muz. N. Grosiak)
9. „Kardamon i pieprz” (muz. N. Grosiak)
10. „Świat oddala się ode mnie” (muz. N. Grosiak, D. Korbaczyński)
11. „Kołysanki Karolinki” (muz. N. Grosiak)
12. „Thank God I’m a Woman” (muz. N. Grosiak, D. Korbaczyński)

Album zawiera też teledysk do piosenki „Sennik”.

## Teledyski
- „Sennik” (reżyseria: Łukasz Tunikowski)[4]
- „Thank God I'm a Woman” (reżyseria: Łukasz Tunikowski, Wojtek Zieliński)[5]
- „Kardamon i pieprz” (reżyseria: Łukasz Tunikowski, Wojtek Zieliński)[6]